# Fornello a gas

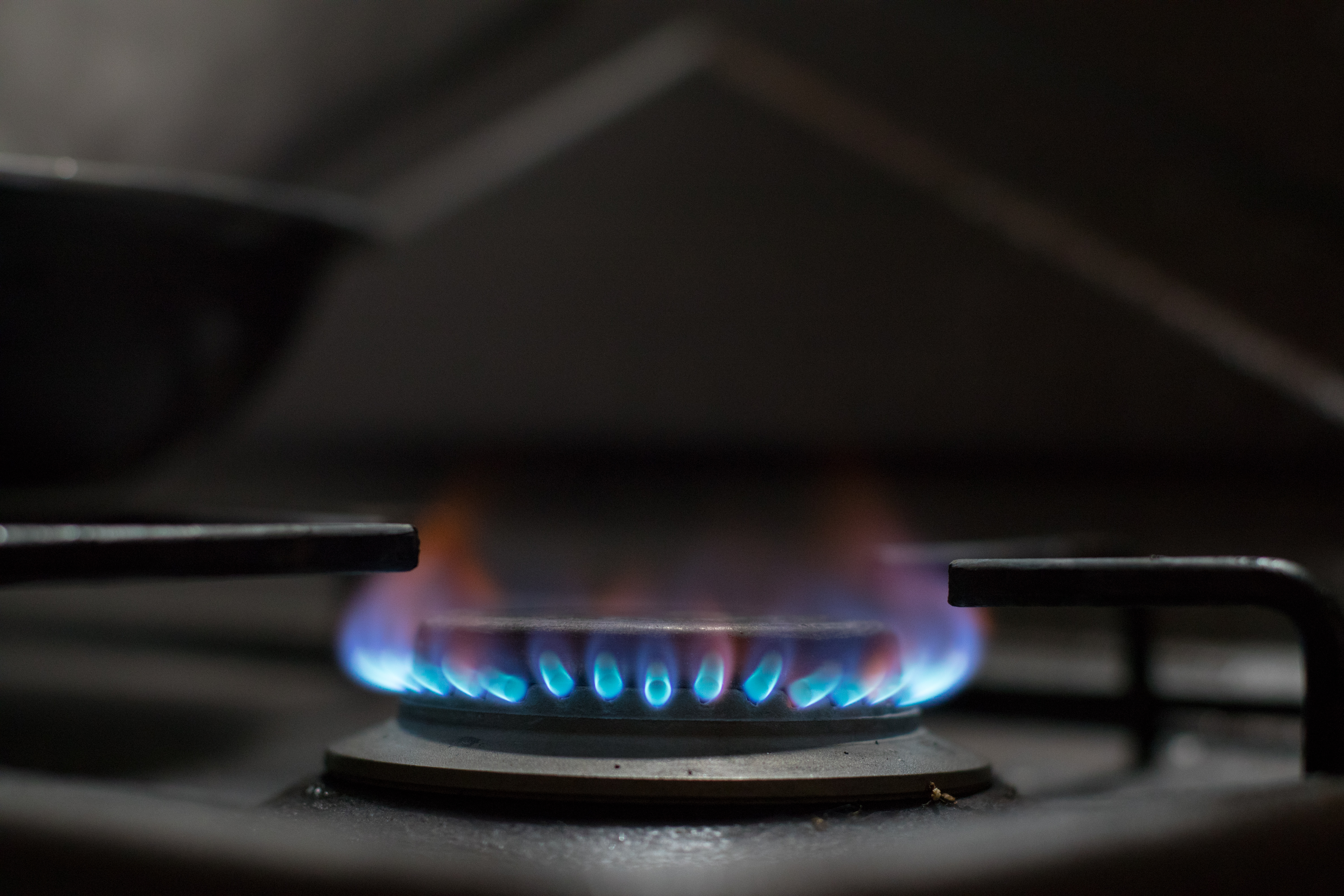
Un fornello a gas in funzione

Il fornello a gas è un tipo di fornello dove i combustibili gassosi bruciano senza produrre fumi o ceneri. Viene utilizzato principalmente per la cottura del cibo. Il gas più utilizzato è il metano, ma trovano impiego anche il propano, il butano, il gas di sintesi, il gas naturale e il GPL.
I fornelli a gas sono una fonte significativa di inquinamento e richiedono una buona ventilazione per mantenere una qualità accettabile dell'aria domestica. La loro presenza è stata collegata ad aumenti del tasso di asma nei bambini.

## Storia
Il primo fornello a gas fu sviluppato nel 1826 da James Sharp. Nel 1828, solo due anni dopo aver depositato il brevetto, la ditta Smith & Philips commercializzò la sua invenzione e solo nel 1836 Sharp aprì una fabbrica di stufe e fornelli a gas.
Una figura importante nella prima accettazione di questa nuova tecnologia fu Alexis Soyer, il famoso chef del Reform Club di Londra. Dal 1841 convertì la sua cucina per consumare gas di conduttura, sostenendo che il gas era complessivamente più economico perché la fornitura poteva essere interrotta quando il fornello non era in uso.
Una stufa a gas fu esposta alla Great Exhibition di Londra nel 1851, ma fu solo negli anni ottanta dell'Ottocento che la tecnologia divenne un successo commerciale in Inghilterra. A quel tempo, un'ampia rete di gasdotti si era diffusa in gran parte del paese, rendendo il gas relativamente economico ed efficiente per l'uso domestico. I fornelli a gas si sono diffusi nel continente europeo e negli Stati Uniti solo all'inizio del XX secolo.

## Funzionamento
I moderni fornelli a gas possono accendersi in due modi: con una fiamma pilota o elettricamente.

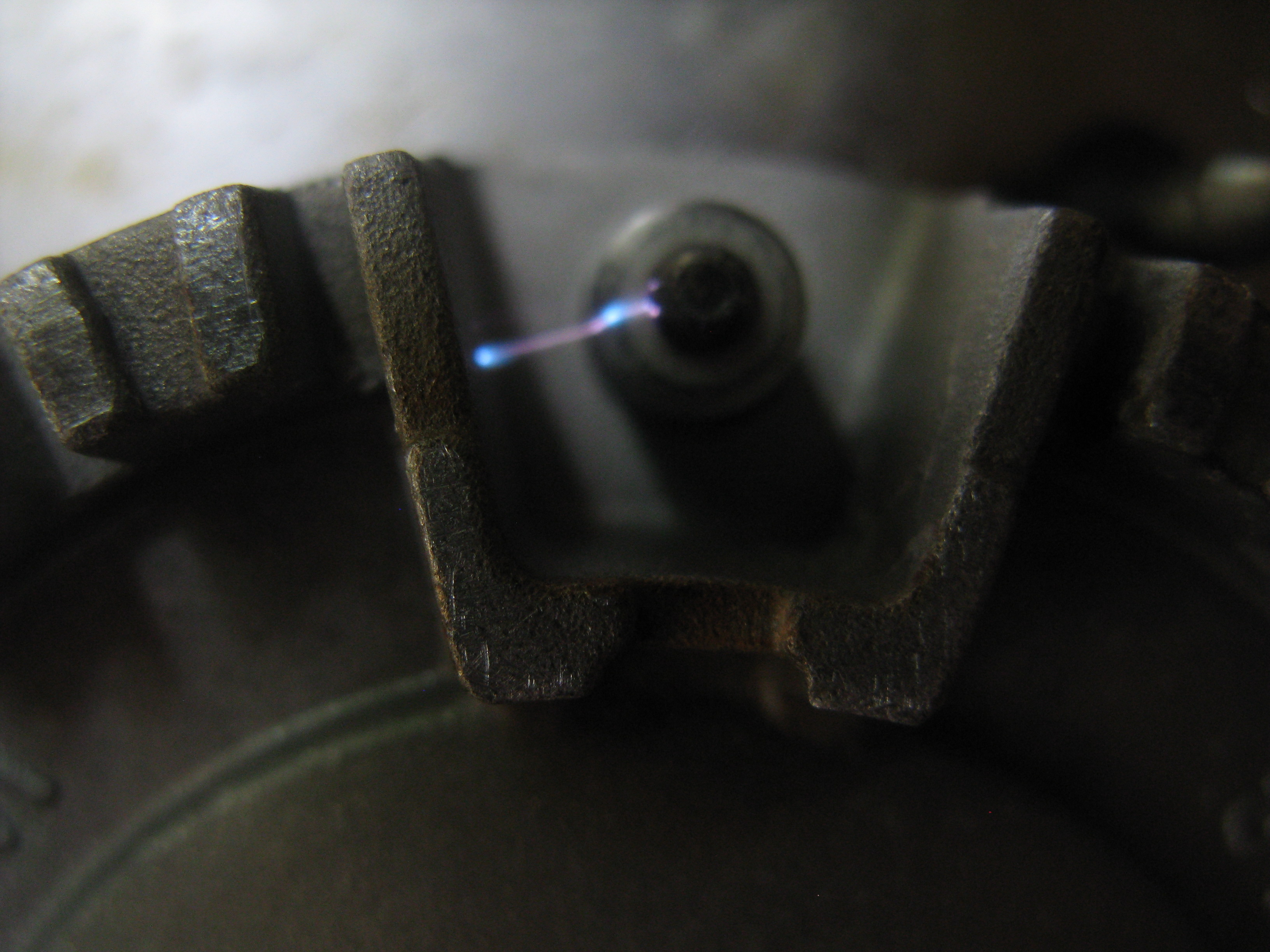
Scintilla d'accensione di un fornello a gas

Un fornello con una fiamma pilota, possiede una piccola fiamma che brucia continuamente (la fiamma pilota) sotto il piano di cottura. Quando il fornello è acceso, questa fiamma brucia il gas che fuoriesce dai bruciatori producendo una fiamma sopra il piano cottura. Il vantaggio di questo sistema è che è completamente indipendente da qualsiasi fonte di alimentazione esterna. Lo svantaggio è che la fiamma pilota consuma continuamente combustibile anche quando il fornello non è in uso. I primi fornelli a gas non avevano una fiamma pilota e bisognava accenderli manualmente con un fiammifero. Se veniva lasciato accidentalmente acceso il gas, questo riempiva la stanza e anche una piccola scintilla, avrebbe potuto innescare una violenta esplosione. Per prevenire questo tipo di incidenti, i produttori di fornelli hanno sviluppato e installato una valvola di sicurezza che impedisce la fuoriuscita di gas a fornello spento. Sebbene la maggior parte dei moderni fornelli a gas disponga di accensione elettronica, molte famiglie dispongono di cucine a gas e forni che devono ancora essere accesi con una fiamma.
I fornelli ad accensione elettrica utilizzano scariche elettriche per accendere i bruciatori di superficie. Una volta acceso il bruciatore, si ruota una manopola per modulare la grandezza della fiamma. La riaccensione automatica è un sistema di sicurezza: la fiamma si riaccenderà automaticamente se questa si spegne mentre il gas è ancora acceso, ad esempio a causa di una raffica di vento. In caso di mancanza di corrente, i bruciatori di superficie devono essere accesi manualmente.

## Effetti sulla salute
È stato riscontrato che circa l'80% delle emissioni di metano si verificano quando i fornelli sono spenti, a causa di minuscole perdite nelle tubature. Il monossido di carbonio, la formaldeide e il biossido di azoto dei fornelli a gas contribuiscono all'inquinamento dell'aria domestica. Il diossido di azoto può esacerbare malattie respiratorie, come l'asma o la broncopneumopatia cronica ostruttiva. Sono stati condotti studi che correlano l'asma infantile ai fornelli a gas. Una revisione sistematica di Lancet del 2020 ha esaminato 31 studi sulla cottura o il riscaldamento a gas, trovando un rapporto di rischio aggregato per l'asma. Il rischio di asma causato dall'esposizione a combustione di gas è simile per grandezza a quello causato dal fumo passivo del tabacco.
La cottura, in particolare la frittura, rilascia fumo (misurato come particolato fine), acroleina e idrocarburi policiclici aromatici. La mitigazione di questo tipo di inquinamento può essere compiuta attraverso l'azionamento di una cappa di aspirazione, l'apertura di una finestra o il funzionamento di un purificatore d'aria.
Uno studio sulle condutture ha rilevato che il gas naturale contiene impurità non metaniche tra cui eptano, esano, cicloesano, benzene e toluene.

## Impatto sul cambiamento climatico
I fornelli a gas sono spesso alimentati a gas naturale. L'estrazione e il consumo di questo gas contribuiscono in modo importante al cambiamento climatico. Sia il gas stesso (in particolare il metano) sia l'anidride carbonica, che viene rilasciata quando il metano viene bruciato, sono gas serra. Nel 2022, un gruppo di ricerca ha stimato che le emissioni di metano dei fornelli a gas negli Stati Uniti fossero equivalenti su un periodo di 20 anni alle emissioni di gas serra di 500 mila automobili.